# Junonia neopommerana
Junonia neopommerana är en fjärilsart som beskrevs av Ribbe 1898. Junonia neopommerana ingår i släktet Junonia och familjen praktfjärilar. Inga underarter finns listade i Catalogue of Life.